# François Vatable

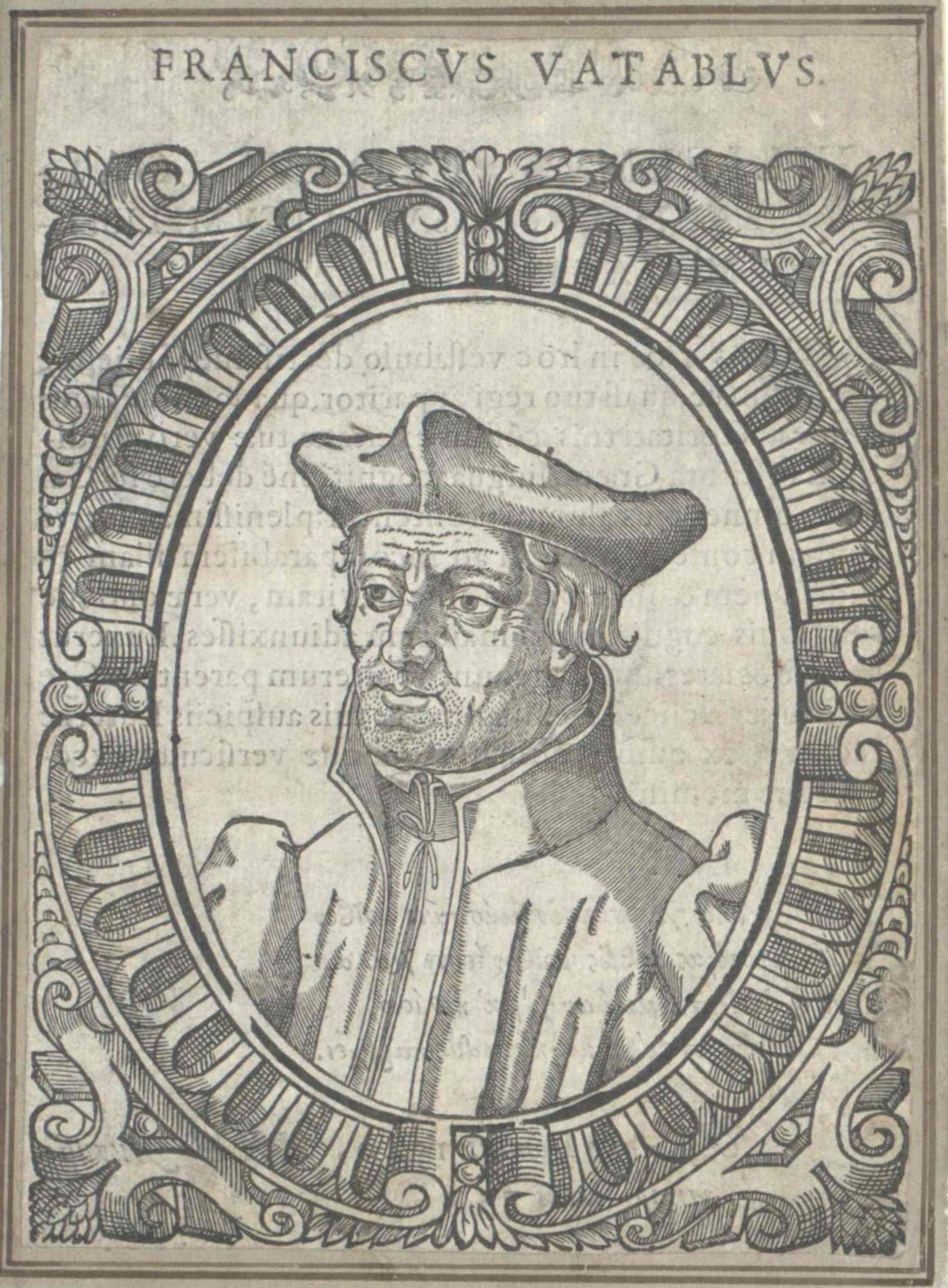
François Vatable, grabado de Théodore de Bèze, Icones, id est verae imagines virorum doctrina simul et pietate illustrium, Ginebra, 1580.

François Vatable (Gamaches, c. 1495-París, 16 de marzo de 1547) fue un hebraísta y teólogo francés, traductor de Aristóteles y profesor de hebreo en el Collège de France.
Natural de Picardía, párroco de Brumetz y, al final de su vida, abad de Bellozanne, cuando Francisco I fundó el College Royal ocupó la plaza de profesor de hebreo. Personaje de muy notable erudición, en su juventud tradujo del griego al latín para Jacques Lefèvre d'Étaples el corpus aristotélico reunido bajo el título común de los Parva naturalia (Pequeños tratados sobre la naturaleza). Pero cambió la filosofía por las Sagradas Escrituras y en su cátedra de París leyó y comentó la versión latina de la Biblia de Sanctes Pagnino, corrigiéndola en algunos pasajes. «Víctima de una pereza congénita», según le reprochaban sus amigos, no dejó nada escrito sobre la materia, pero los apuntes tomados en sus clases por alguno de sus discípulos habrían sido utilizados por Robert Estienne para su edición anotada de la Biblia impresa en París en 1545 y en Salamanca por Andrés de Portonaris en 1555. Conocida por ello como Biblia de Vatablo, la edición de Estienne reunía a dos columnas la versión Vulgata confrontada con la traducción de Pagnino, llenando los márgenes y la parte inferior de cada página con los extensos comentarios atribuidos a Vatable. Bien recibida desde el punto de vista filológico, pues mejoraba la traducción de Pagnino. Las anotaciones fueron condenadas por los doctores de teología de la Sorbona, que encontraron en ellas ideas que habrían sido tomadas —e incluso copiadas literalmente— de autores protestantes, aunque él personalmente se mantuvo fiel a la Iglesia católica.